# Heinrich Plütschau
Heinrich Plütschau, född omkring 1676 i Wesenberg, död 4 januari 1752 i Beidenfleth, var en tysk missionär.
Heinrich Plütschau verkade tillsammans med Bartholomäus Ziegenbalg i den dansk-halleska missionen i Trankebar 1705–1711.